# Álarcos vízicsibe
Az álarcos vízicsibe vagy  Karolin-vízicsibe (Porzana carolina) a madarak osztályának darualakúak (Gruiformes) rendjébe, a guvatfélék (Rallidae) családjába tartozó faj.

## Rendszerezése
A fajt Carl von Linné svéd természettudós írta le 1758-ban, a Rallus nembe Rallus carolinus néven.

## Előfordulása
Észak-Amerikában költenek, telelni Dél-Amerika északnyugati részére vonulnak. Természetes élőhelyei a sűrű növényzetű mocsarak.

## Megjelenése
Testhossza 25 centiméter, szárnyfesztávolsága 40 centiméter, testtömege 49–112 gramm. Szeménél álcaszerű fekete folt van. Csíkos rejtőszínű tollazatot visel. Erős sárga csőre, hosszú csűdje és ujjai vannak.
|  |

## Életmódja
Napközben rejtőzködik, esti szürkületben indul útjára, rovarokkal és magvakkal táplálkozik, melyet a sekély vízben keresgél.

## Szaporodása
Száraz nádból és levelekből készíti fészkét. Fészekalja 10-12 tojásból áll.

## Természetvédelmi helyzete
Az elterjedési területe rendkívül nagy, egyedszáma pedig növekszik. A Természetvédelmi Világszövetség Vörös listáján nem fenyegetett fajként szerepel.